# Rhagastis gloriosa
Rhagastis gloriosa là một loài bướm đêm thuộc họ Sphingidae. It is found dọc theo sườn phía nam của dãy Himalaya in Nepal, Tây Tạng, Bhutan, đông bắc Ấn Độ và miền bắc Myanmar, phía đông đến miền trung Vân Nam in Trung Quốc. Nó cũng được tìm thấy ở the extreme tây bắc của Thái Lan và miền bắc Việt Nam.
Sải cánh dài 82–92 mm. 